# Матлахове (зупинний пункт)
Матла́хове — пасажирський залізничний зупинний пункт Полтавської дирекції Південної залізниці на лінії Бахмач-Пасажирський — Лохвиця.
Розташований у с. Матлахове Роменського району Сумської області між станціями Талалаївка (5 км) та Рогинці (8 км).
На платформі зупиняються приміські поїзди.